# Wade Williams
Wade Williams (Tulsa, Oklahoma, 24 de dezembro de 1961) é um ator estadunidense, mais conhecido por interpretar o personagem Brad Bellick, na série Prison Break da FOX.

## Carreira
Williams nasceu em Tulsa, Oklahoma. Ele começou sua carreira de ator no Teatro Delacorte no Central Park em Tulsa, com Morgan Freeman e Tracey Ullman. Williams também teve um papel com Denzel Washington em Richard III. Em seguida, continuou com performances dentro e fora da Broadway e excursionou nacionalmente em produções como Guys and Dolls, Les Misérables, O Beijo da Mulher-Aranha, Ragtime, e Show Boat.
Seu trabalho no cinema incluem Flicka, Jarhead, Colateral, Ali, e Erin Brockovich. Além disso, Williams também apareceu na televisão em séries como Charmed, Over There, Six Feet Under, 24, NYPD Blue, CSI e como Pai Cronin em The Bernie Mac Show.
De 2005 a 2009, Williams estrelou como Brad Bellick, líder dos agentes penitenciários em Fox River. Na série Prison Break.
Ele estrelou em um episódio da temporada oitavo e último de Monk. Também participou no vídeo da música "Welcome to My Truth" do cantor e compositor americano Anastacia.
Williams apareceu em The Dark Knight Rises como o diretor de Blackgate, foi um de seus antigos papel na Prison Break.

## Filmografia
| Year      | Title                                    | Role                                                         | Notes                                                            |
| --------- | ---------------------------------------- | ------------------------------------------------------------ | ---------------------------------------------------------------- |
| 1998      | Route 9                                  | Earl Whitney                                                 |                                                                  |
| 1998      | Star Trek: Voyager                       | Trajis Lo-Tarik                                              | TV episode: "One"                                                |
| 1998      | Star Trek: Voyager                       | Voice of Alien Captain trapped in Chaotic Space (uncredited) | TV episode: "The Fight"                                          |
| 1998      | NYPD Blue                                | Arnold Streul                                                | TV episode: "Brother's Keeper"                                   |
| 1998      | Chicago Hope                             | Jerry Peru                                                   | TV episode: "The Other Cheek"                                    |
| 1999      | Candyman 3: Day of the Dead              | Lt. Det. Samuel Deacon Kraft                                 |                                                                  |
| 1999      | K-911                                    | Devon                                                        |                                                                  |
| 2000      | Erin Brockovich                          | Ted Daniels                                                  |                                                                  |
| 2000      | Becker                                   | George                                                       | TV episode: "Sight Unseen"                                       |
| 2001-2005 | The Bernie Mac Show                      | Father Cronin                                                | Recurring role                                                   |
| 2001      | Ali                                      | Lieutenant Jerome Claridge                                   |                                                                  |
| 2001      | Star Trek: Enterprise                    | Garos                                                        | TV episode: "Civilization"                                       |
| 2001      | The X-Files                              | Ray Pearce                                                   | TV episode: "Salvage"                                            |
| 2001      | Charmed                                  | The Seeker                                                   | TV episode: "Death Take a Halliwell"                             |
| 2001      | Buffy the Vampire Slayer                 | General Gregor                                               | TV episode: "Spiral"                                             |
| 2002      | Ken Park                                 | Claude's father                                              |                                                                  |
| 2002      | 24                                       | Robert Ellis                                                 | TV episodes: - "2:00 p.m. – 3:00 p.m." - "3:00 p.m. – 4:00 p.m." |
| 2003      | CSI: Miami                               | Jack Hawkins                                                 | TV episode: "Extreme"                                            |
| 2004      | Las Vegas                                | Richard Allen Wesley                                         | TV episode: "Nevada State"                                       |
| 2004      | Collateral                               | Fed #2                                                       |                                                                  |
| 2004      | Tru Calling                              | Carl Neesan                                                  | TV episode: "Daddy's Girl"                                       |
| 2005–2009 | Prison Break                             | Captain Brad Bellick                                         | Series regular (Season 1–4)                                      |
| 2005      | Over There                               | Bo Ryder Sr.                                                 | TV episode: "Roadblock Duty"                                     |
| 2005      | Kojak                                    | Niko Manos                                                   | TV episode: "All Bets Off: Part 2"                               |
| 2006      | Flicka                                   | Wade                                                         |                                                                  |
| 2008      | Avatar: The Last Airbender               | Warden                                                       | TV episode: "The Boiling Rock", voice                            |
| 2009      | Monk                                     | Captain Frank Willis                                         | TV episode: "Mr. Monk Goes Camping"                              |
| 2009      | Criminal Minds                           | Detective Andrews                                            | TV episode: "Hopeless"                                           |
| 2010      | Leverage                                 | Nickolas Kusen                                               | TV episode: "The Future Job"                                     |
| 2010      | Bones                                    | Sheriff Gus Abrams                                           | TV episode: "The Witch in the Wardrobe"                          |
| 2010      | Batman: Under the Red Hood               | Black Mask                                                   | Voice                                                            |
| 2010      | Batman: The Brave and the Bold           | Mantis, Supreme Chairman of Qward                            | Voice; Episode: "Cry Freedom Fighters"                           |
| 2011      | Burn Notice                              | Carter                                                       | TV episode: "Mind Games"                                         |
| 2011      | Green Lantern: Emerald Knights           | Deegan                                                       | Voice                                                            |
| 2011      | The Mentalist                            | Jack Lafleur                                                 | Episode "Sand and Blood"                                         |
| 2011      | The Good Doctor                          | Mr. Nixon                                                    |                                                                  |
| 2012      | Batman: The Dark Knight Returns - Part 1 | Two-Face                                                     | Voice                                                            |
| 2012      | That Guy... Who Was in That Thing        | Himself                                                      | documentary                                                      |
| 2012      | The Dark Knight Rises                    | Warden at Blackgate                                          |                                                                  |
| 2012      | Vegas                                    | Sam Kovacs                                                   | TV episode: "Legitimate"                                         |
| 2012      | Touch                                    | Braedan                                                      | TV episode: "The Road Not Taken"                                 |
| 2013      | Superman: Unbound                        | Perry White                                                  | Voice                                                            |
| 2013      | NCIS                                     | Larry Purcell                                                | TV Episode: "Under the Radar"                                    |
| 2014      | Revenge                                  | Prison Guard Mostrowski                                      | 2 Episodes: "Execution" & "Renaissance"                          |
| 2014      | Draft Day                                | O'Reilly                                                     |                                                                  |
| 2014      | Crisis                                   | Buddy                                                        | 2 Episodes: "Found" & "Best Laid Plans"                          |
| 2014      | Beware the Batman                        | Killer Croc                                                  | Voice; 2 Episodes: "Animal" & "Choices"                          |
| 2016      | Grimm                                    | Mark Holloway Sr.                                            | TV Episode: "Star-Crossed"                                       |
| 2016      | Mercy Street                             | Silas Bullen                                                 |                                                                  |
| 2017      | The Black List                           | Edgar / The Debt Collector                                   | The Debt Collector (No. 46)                                      |
| 2018      | The Darkest Minds                        | Capitão McManus                                              |                                                                  |